# Franz Abromeit
Franz Abromeit, né le 8 août 1907 et déclaré mort le 30 juin 1964, est un officier SS du Reichssicherheitshauptamt (RSHA) pendant la Seconde Guerre mondiale. 

## Biographie
Né à Tilsit, arrondissement de Tilsit en province de Prusse-Orientale, Abromeit est marchand de cuir durant sa jeunesse.
Il rejoint le parti nazi sous le numéro de membre 329 305 puis la SS sous le numéro de membre 272 353. En 1937, il est promu SS-Untersturmführer, en 1938 SS-Obersturmführer et en 1940 SS-Hauptsturmführer. De 1939 à 1941, il dirige la Section spéciale du SD chargé de l'évacuation des Polonais et des Juifs de Dantzig et de Prusse-Occidentale. 
À partir de 1942, il est conseiller juif en Croatie au sein de la section juive (IVB4) du RSHA dirigée par le SS-Obersturmbannführer Adolf Eichmann, au cours duquel 5 500 Juifs furent déportés et pour la plupart assassinés. En 1944, il travaille pour Eichmann, Dieter Wisliceny, Theodor Dannecker, Hermann Krumey, Siegfried Seidl et Franz Novak en Hongrie. La section est chargée de la déportation de Juifs vers les camps de concentration, notamment celui d’Auschwitz. Plus de 430 000 Juifs Hongrois furent déportés, dont 200 000 furent exterminés dès leurs arrivées. Abromeit était l'un des collaborateurs les plus proches d'Eichmann. 
Après la capitulation, Abromeit disparaît, soupçonné d'avoir fui en Égypte. En 1964, il est déclaré mort et toujours introuvable.